# Phyllanthus muellerianus
Phyllanthus muellerianus là một loài thực vật có hoa trong họ Diệp hạ châu. Loài này được (Kuntze) Exell miêu tả khoa học đầu tiên năm 1944.